# Кунео
Кунео (итал. Cuneo, у месном говору:Coni) је важан град у северној Италији. Град је средиште истоименог округа Кунео у оквиру италијанске покрајине Пијемонт.
Град Кунео је познат по изузетно лепом градском језгру где је потпуно сачувана римска ортогонална мрежа улица.

## Природне одлике
Град Кунео налази се у крајње југозападном делу Падске низије, на 100 км јужно од Торина. Град се налази у валовитом крају, северно од подножја Приморских Алпа. Кроз град протиче река Штура ди Демонте, у коју се на подручју града улива више потока.

## Становништво
Према резултатима пописа становништва 2011. у општини је живело 55.013 становника.
| 1931.  | 1936.  | 1951.  | 1961.  | 1971.  | 1981.  | 1991.  | 2001.  | 2011.  |
| ------ | ------ | ------ | ------ | ------ | ------ | ------ | ------ | ------ |
| 35.522 | 35.321 | 39.867 | 46.065 | 54.544 | 55.875 | 55.794 | 52.334 | 55.013 |

Кунео данас има преко 55.000 становника, махом Италијана. Током протеклих деценија у град се доселило много досељеника из иностранства, највише са Балкана.

## Партнерски градови
- Ница
- Шамбери
- Richard Toll
- Фирстенберг
- Санта Фе

## Галерија
- Панорама Кунеа са приобаљем у првом плану
- Стари мост
- Главни градски булевар
- Градска катедрала